# Heligmonevra debilis
Heligmonevra debilis là một loài ruồi trong họ Asilidae. Heligmonevra debilis được Walker miêu tả năm 1857. Loài này phân bố ở miền Ấn Độ - Mã Lai.